# Synopeas involutum
Synopeas involutum är en stekelart som beskrevs av Jean-Jacques Kieffer 1916. Synopeas involutum ingår i släktet Synopeas och familjen gallmyggesteklar. Inga underarter finns listade i Catalogue of Life.